# Szász Lilla
Szász Lilla (Budapest, 1977. július 13. –) magyar fotográfus. 

## Életpályája
1995–2000 között az Eötvös Loránd Tudományegyetem Bölcsészettudományi Kar orosz nyelv és irodalom szakán tanult. 2009-ben a Kontakt Művészeti fotótanfolyamok vendégtanára volt. 2010-ben a "Mosoly Alapítvánnyal" együttműködve vendégtanár volt a Kontakt Művészeti fotótanfolyamon. 2011-ben az ICP-New York, Saul Robbins workshop 'Regarding Intimacy' vendégelőadója volt. 2013–2022 között a Fedél Nélkül Alapítvány zsűrijének tagja volt. 2015–2017 között az International Business School (Budapest) vendégelőadója volt. 2018–2023 között a Budapesti Metropolitan Egyetem vendégelőadója volt. 2018-ban és 2019-ben Lisszabonban, a Hangar Artist Residency-ben és New Yorkban végzett kutatásokat az Asylum Arts Grant ösztöndíjasaként. 2024-től Phd hallgató a bécsi Iparművészeti Egyetemen.

### Munkássága
Lisszabonban és Budapesten él és dolgozik. Érzékeny, naplószerű fotósorozatai a társadalmi tabukat és a másság különböző formáit vizsgálják. Művei az emberi kiszolgáltatottságot ábrázolják, és betekintést engednek a társadalmi csoportok, prostituáltak, intézetben élő fiatal bűnözők vagy akár egy HIV-pozitív idős nő életébe. Projektjeit többek között a madridi Photo España, a varsói Nemzeti Galéria és a salzburgi Fotohof is kiállította. Pályafutása során több művén hónapokig és évekig dolgozott, közel került portréalanyaihoz, és nagyon személyes történeteket mesélt el. Érzékeny-empatikus és költői képei a részletek gondos megfigyelésével tárják fel az emberi kapcsolatokat. A fotózás során nem tolakszik főszereplői elé, a szerző saját személyisége nem nyomja el az alakokat, hanem hagyja őket a történetek elé kerülni. Az emberi sorsok iránti mély érdeklődésével dokumentálja és értelmezi a kortárs posztkommunista viszonyokat, amelyek messze túlmutatnak szülőhazáján, Magyarországon. Szentpéterváron megörökítette a Napozókat, a szegény emberek egy csoportját, akik februártól november végéig minden napot a Péter-Pál erőd falánál töltenek. A New Yorkban élő oroszországi zsidó második világháborús veteránokról készített portréi arra a kérdésre késztetnek bennünket, hogy honnan ered az ember ideológiája, és mi formálja identitásunkat? Mindig is lenyűgözte, hogy az emberek a legnyomorúságosabb körülmények között hogyan próbálnak célokat találni az életükben és túlélni az egyszerű örömök segítségével, amelyekkel egy időre elfelejtik a nyomorúságukat. Olyan történeteket keres, amelyek egyszerre nagyon személyesek és univerzálisak, hogy feltárják a mai társadalom társadalmi-politikai ellentmondásait. Önkéntes alapon tanított mentális és fizikai kihívásokkal küzdő gyermekeket (a "Mosoly Alapítványnál") és kábítószer-fogyasztó szülők gyermekeit (a "Sober Babies"-nél)

## Kiállításai

### Egyéni
- 2000, 2003 Szentpétervár
- 2003, 2005, 2008, 2011, 2013-2017, 2020, 2024 Budapest
- 2021 Lisszabon
- 2023 Havanna

### Válogatott, csoportos
- 2012 Madrid
- 2013, 2019 Debrecen
- 2016, 2021-2024 Budapest
- 2017 Varsó
- 2018 Pannonhalma, Salzburg, Budapest
- 2019 Brno, Oslo, Lisszabon
- 2021 Salzburg
- 2024 Lisszabon

## Könyvei
- Budapest egy napja (2003)
- Moszkva tér (2006)
- Folyamatos jelen (2007)

## Díjai, ösztöndíjai
- NKA alkotói ösztöndíj (2003, 2006)
- NKA ösztöndíj a Poprádi Nyári Fotósiskolára (2003, 2005)
- Pécsi József Fotográfiai Ösztöndíj (2004-2005)
- NKA ösztöndíj a Liget Galériában megrendezendő kiállításra (2004)
- Fővárosi Alkotói Ösztöndíj (2004)
- Magyar Eötvös-ösztöndíj (2010-2011)
- Budapest Galéria művészcsere-ösztöndíj (2018)
- Asylum Arts, kutatási ösztöndíj (Lisszabon, 2019)
- Fotohof Calling Award Fotohof (Salzburg, 2020)
- Art Defies Violence első díja (Salzburg, 2021)